# Constel·lació Esportiva
O Constel·ació Esportiva foi um clube de futebol da cidade de Andorra-a-Velha.
O clube começou suas atividades profissionais na Liga Andorrana em 1998 e dominou as competições futebolísticas do país no ano de 2000 ao vencer o FC Encamp por 6 a 0, se tornando o campeão da Copa Constitució. Também foi campeão da Liga Andorrana, o que permitiu que disputasse a Liga Europa (antiga Copa UEFA) na temporada 2000-01, quando foi derrotado pelo Rayo Vallecano no resultado global por 16 a 0.
Após essa temporada brilhante, a Federação Andorrana de Futebol acusou o clube de tentar comprar jogadores de forma irregular, além de não querer dar a participação devida à Liga Andorrana. Em Andorra, a liga é amadora, e os clubes devem repartir seus lucros provindos de competições com a Liga. O clube então foi expulso da liga por sete anos, o que culminou em seu desaparecimento do futebol.

## Títulos
- Primeira Divisão de Andorra: 1 (1999–00)
- Copa Constitució: 1 (1999–00)